# Розенберг (Остальб)
Розенберг (нім. Rosenberg) — громада в Німеччині, знаходиться в землі Баден-Вюртемберг. Підпорядковується адміністративному округу Штутгарт. Входить до складу району Східний Альб.
Площа — 41,02 км2. Населення становить 2640 ос. (станом на 31 грудня 2020).